# Metasia kasyi
Metasia kasyi is een vlinder uit de familie van de grasmotten (Crambidae), uit de onderfamilie van de Spilomelinae. De wetenschappelijke naam van deze soort is voor het eerst voorgesteld door Hans Georg Amsel in een publicatie uit 1970.
De soort komt voor in Afghanistan.